# One Way Street: A Tribute to Aerosmith
One Way Street: A Tribute To Aerosmith è un album tributo dedicato agli Aerosmith realizzato nel 2002 per la Shrapnel Records.
Il disco venne pubblicato l'anno precedente in Giappone sotto il nome di Let The Tribute Do The Talkin': A Tribute To Aerosmith.

## Tracce
1. Eat The Rich
2. Let the Music Do The Talking
3. Round And Round
4. Cryin'
5. Kings And Queens
6. Rats In The Cellar
7. One Way Street
8. Livin' On The Edge
9. What It Takes
10. Lord of The Thighs
11. Angel

## Formazioni
1. Jack Russell (voce), Doug Aldrich (chitarra), Jeff Pilson (basso), Carmine Appice (batteria)
2. Joe Lynn Turner (voce), Al Pitrelli (chitarra), Carmine Rojas (basso), Pat Torpey (batteria)
3. Tim "Ripper" Owens (voce), Reb Beach (chitarra), Tim Bogert (basso), Eric Singer (batteria)
4. Jeff Scott Soto (voce), Craig Goldy (chitarra), Jason Scheff (basso), Aynsley Dunbar (batteria)
5. Glenn Hughes (voce), Steve Lukather (chitarra), Tony Franklin (basso), Frankie Banali (batteria), Paul Taylor (tastiere)
6. Fee Waybill (voce), Richie Kotzen (chitarra), Jimmy Haslip (basso), Vinnie Colaiuta (batteria)
7. Doug Pinnick (voce), Elliot Easton (chitarra), Jimmy Bain (basso), Gregg Bisonette (batteria)
8. John Corabi (voce), Stevie Salas (chitarra), John Alderete (basso), Brian Tichy (batteria)
9. Bobby Kimball (voce), Waddy Wachtel (chitarra), Michael Pocaro (basso), Tony Thompson (batteria), Derek Sherinian (tastiere)
10. Whitfield Crane (voce), Bruce Kulick (chitarra), Marco Mendoza (basso), Vinny Appice (batteria)
11. Robin McAuley (voce), Blues Saraceno (chitarra), Phil Soussan (basso), Rick Morotta (batteria)